# Innercity Griots
Innercity Griots è il secondo album del gruppo hip hop statunitense Freestyle Fellowship, pubblicato nel 1993 da 4th & B'way Records.
| Recensione           | Giudizio |
| -------------------- | -------- |
| AllMusic             | [ 2 ]    |
| Robert Christgau     | neither  |
| Entertainment Weekly | A-       |

## Tracce
1. Bullies of the Block – 4:55 (Freestyle Fellowship, Bambawar)
2. Everything's Everything – 3:47 (Freestyle Fellowship, The Earthquake Brothers, L. McCann)
3. Shammy's – 4:16 (Freestyle Fellowship, The Earthquake Brothers, Daddy-O)
4. Six Tray – 4:39 (M. Davis, The Earthquake Brothers)
5. Danger – 3:58 (Freestyle Fellowship, The Earthquake Brothers)
6. Inner City Boundaries (featuring Daddy-O) – 4:39 (Freestyle Fellowship, Daddy-O, R. Willis)
7. Cornbread – 4:21 (E. Hayes, Jr.)
8. Way Cool – 4:22 (Freestyle Fellowship, G. Redd, R. Bell, R. Mickens, D. Thomas, R. Westfield, G. Brown, C. Smith)
9. Hot Potato – 4:30 (Freestyle Fellowship, Edman, M. Rice, J. Gillespie)
10. Mary – 3:45 (E. Hayes, Jr., M. Troy, O. Glenn, H. Mancini)
11. Park Bench People – 4:59 (M. Troy, The Earthquake Brothers)
12. Heavyweights (featuring Cockney "O" Dire, Archie, Volume 10, Spoon, and Ganja K Chronic) – 6:11 (Freestyle Fellowship, The Heavyweights, The Earthquake Brothers)
13. Respect Due – 3:53 (Freestyle Fellowship, The Earthquake Brothers)

Traccia bonus
1. Pure Thought – 3:04 (Freestyle Fellowship, W. Cobham)